# Lound (Nottinghamshire)
Lound is een civil parish in het bestuurlijke gebied Bassetlaw, in het Engelse graafschap Nottinghamshire met 471 inwoners.